# Heidi Zeller-Bähler
Heidi Zeller-Bähler (Sigriswil, 25 luglio 1967) è un'ex sciatrice alpina svizzera in attività tra gli anni 1980 e gli anni 1990 e in grado di competere in diverse specialità.
In carriera ha conquistato tre successi in Coppa del Mondo, uno in supergigante e due in slalom gigante.

## Biografia

### Stagioni 1984-1994
La Zeller-Bähler debuttò in campo internazionale in occasione dei Mondiali juniores di Sugarloaf 1984, dove conquistò la medaglia di bronzo nella discesa libera vinta dall'austriaca Veronika Wallinger davanti alla francese Hélène Barbier; nella stessa stagione in Coppa Europa si piazzò al 3º posto nella classifica di discesa libera. Ottenne il primo piazzamento in Coppa del Mondo il 13 dicembre 1985 a Val-d'Isère, classificandosi al 14º posto in discesa libera; il 9 marzo dell'anno seguente a Sunshine si aggiudicò il primo podio nel circuito giungendo 3ª in combinata dietro alla connazionale Maria Walliser e alla tedesca occidentale Traudl Hächer.
9ª nella discesa libera ai Mondiali di Vail 1989, sua prima presenza iridata, esordì ai Giochi olimpici invernali ad Albertville 1992, dove si classificò 13ª nella discesa libera, 11ª nel supergigante e 14ª nella combinata; nella stessa stagione in Coppa Europa si piazzò al 2º posto nella classifica di discesa libera e nel 1993 partecipò ai Mondiali disputati a Morioka, piazzandosi 15ª nella discesa libera, 19ª nel supergigante e 4ª nello slalom gigante; l'anno dopo venne convocata per i XVII Giochi olimpici invernali di Lillehammer 1994, sua ultima presenza olimpica, dove concluse 28ª nella discesa libera, 16ª nel supergigante e 9ª nello slalom gigante.

### Stagioni 1995-1996
Nella stagione 1994-1995 ottenne tutte le sue tre vittorie in Coppa del Mondo, dalla prima del 26 novembre a Park City in slalom gigante all'ultima del 5 marzo a Saalbach-Hinterglemm in supergigante, e salì complessivamente otto volte sul podio; in classifica generale fu 3ª e in quelle di supergigante e di slalom gigante fu 2ª, superata rispettivamente da Katja Seizinger di 80 punti e da Vreni Schneider di 30 punti.
Il 7 dicembre 1995 ottenne il tredicesimo e ultimo podio in Coppa del Mondo piazzandosi 2ª in supergigante a Val-d'Isère dietro all'austriaca Alexandra Meissnitzer; nella stessa località e nella stessa specialità il 4 febbraio 1996 disputò la sua ultima gara nel circuito, piazzandosi al 9º posto. Concluse l'attività agonistica in occasione dei Mondiali della Sierra Nevada di quell'anno, classificandosi 14ª nel supergigante il 12 febbraio e 7ª nella discesa libera il 18 febbraio.

## Palmarès

### Mondiali juniores
- 1 medaglia:
  - 1 bronzo (discesa libera a Sugarloaf 1984)

### Coppa del Mondo
- Miglior piazzamento in classifica generale: 3ª nel 1995
- 13 podi (3 in discesa libera, 5 in supergigante, 4 in slalom gigante, 1 in combinata):
  - 3 vittorie
  - 5 secondi posti
  - 5 terzi posti

#### Coppa del Mondo - vittorie
| Data             | Località             | Paese       | Specialità |
| ---------------- | -------------------- | ----------- | ---------- |
| 26 novembre 1994 | Park City            | Stati Uniti | GS         |
| 4 dicembre 1994  | Vail                 | Stati Uniti | GS         |
| 5 marzo 1995     | Saalbach-Hinterglemm | Austria     | SG         |

Legenda:

SG = supergigante

GS = slalom gigante

### Campionati svizzeri
- 8 medaglie (dati parziali fino alla stagione 1994-1995)[2]:
  - 7 ori (discesa libera[senza fonte] nel 1988; discesa libera[senza fonte] nel 1990; discesa libera, supergigante[senza fonte] nel 1993; discesa libera, supergigante[senza fonte] nel 1994; supergigante nel 1995)
  - 1 bronzo (discesa libera nel 1995)